# Tamaryn Hendler
Tamaryn Hendler (ur. 12 sierpnia 1992 w Kapsztadzie) – belgijska tenisistka o statusie profesjonalnym.

## Przebieg kariery
Jej największym dotychczasowym sukcesem w juniorskiej karierze jest półfinał turnieju gry pojedynczej dziewcząt podczas Wimbledonu 2008. W turniejach seniorskich jej najlepsze rezultaty w singlu to cztery wygrane turnieje ITF, natomiast jako deblistka ma na koncie pięć wygranych turniejów.

## Wygrane turnieje rangi ITF
| turnieje z pulą nagród 100 000 $ |
| turnieje z pulą nagród 75 000 $  |
| turnieje z pulą nagród 50 000 $  |
| turnieje z pulą nagród 25 000 $  |
| turnieje z pulą nagród 15 000 $  |
| turnieje z pulą nagród 10 000 $  |

|    | Data       | Turniej  | Kat. | ($)    | Naw.     | Finalistka      | Wynik         |
| 1. | 19/10/2008 | Lagos    | ITF  | 25 000 | twarda   | Ankita Bhambri  | 6:3, 2:6, 6:3 |
| 2. | 11/08/2011 | Noto     | ITF  | 25 000 | dywanowa | Misa Eguchi     | 7:6, 6:1      |
| 3. | 02/10/2011 | Dżakarta | ITF  | 25 000 | twarda   | Chanel Simmonds | 5:7, 6:4, 6:3 |
| 4. | 30/10/2011 | Lagos    | ITF  | 25 000 | twarda   | Donna Vekić     | 6:4, 7:5      |